# Asia Cup 1997 (Cricket)
Der Asia Cup 1997 war die 6. Ausgabe des Cricketwettbewerbes für asiatische Nationalmannschaften, der im ODI-Format ausgetragen wird. Im Finale konnte sich Sri Lanka gegen Indien mit 8 Wickets durchsetzen.

## Teilnehmer
Die Teilnehmer waren alle drei Nationen mit Teststatus (Gastgeber Sri Lanka, Indien und Pakistan) sowie Bangladesch.
| - Bangladesch - Indien - Pakistan - Sri Lanka |

## Format
Die vier Mannschaften spielten gegen jedes andere Team in einer Gruppe. Die ersten beiden Mannschaften qualifizierten sich für das Finale und spielten dort den Turniersieger aus.

## Stadien
Die folgenden Stadien wurden für das Turnier vorgesehen.
| Stadion                                 | Stadt   | Kapazität |
| --------------------------------------- | ------- | --------- |
| Paikiasothy Saravanamuttu Stadium (PSS) | Colombo | 15.000    |
| Sinhalese Sports Club Ground (SSC)      | Colombo | 10.000    |

## Vorrundengruppe
Tabelle
|             | Sp. | S | N | R | NR | Punkte | NRR    |
| ----------- | --- | - | - | - | -- | ------ | ------ |
| Sri Lanka   | 3   | 3 | 0 | 0 | 0  | 6      | +1.035 |
| Indien      | 3   | 1 | 1 | 0 | 1  | 3      | +1.405 |
| Pakistan    | 3   | 1 | 1 | 0 | 1  | 3      | +0.940 |
| Bangladesch | 3   | 0 | 3 | 0 | 0  | 0      | −2.895 |

Spiele
| 14. Juli Scorecard | Colombo (RPS) | Sri Lanka 239 (49.5)          | – | Pakistan 224-9 (50) |
|                    |               | Sri Lanka gewinnt mit 25 Runs |   |                     |

| 16. Juli Scorecard | Colombo (RPS) | Pakistan 319-5 (50)           | – | Bangladesch 210 (49.3) |
|                    |               | Pakistan gewinnt mit 109 Runs |   |                        |

| 18. Juli Scorecard | Colombo (RPS) | Indien 227-6 (50)               | – | Sri Lanka 231-4 (44.4) |
|                    |               | Sri Lanka gewinnt mit 6 Wickets |   |                        |

| 20./21. Juli Scorecard | Colombo (SSC) | Pakistan 30-5 (9/33) | – | Indien |
|                        |               | No Result            |   |        |

| 22. Juli Scorecard | Colombo (SSC) | Sri Lanka 296-4 (46/46)        | – | Bangladesch 193-8 (46/46) |
|                    |               | Sri Lanka gewinnt mit 103 Runs |   |                           |

| 24. Juli Scorecard | Colombo (SSC) | Bangladesch 130-8 (43/43)    | – | Indien 132-1 (15/43) |
|                    |               | Indien gewinnt mit 9 Wickets |   |                      |

## Finale
| 26. Juli Scorecard | Colombo (RPS) | Indien 239-7 (50)               | – | Sri Lanka 240-2 (36.5) |
|                    |               | Sri Lanka gewinnt mit 8 Wickets |   |                        |